# Jacques Kopinsky
Jacques Kopinsky, alternative Vornamen Sjors, Sjaak und George  (1. März 1924 in Amsterdam – 11. Januar 2003 ebendort) war ein niederländischer Maler und Bildhauer. Er konnte als junger Mann von einem Deportationszug springen, wurde von einer Familie in Bad Brambach versteckt und konnte so das NS-Regime überleben.

## Leben und Werk
Kopinsky war das einzige Kind von Jacques Kopinsky (1899–1970) und Frederike geb. Verrijk (1905–1991). Während der deutschen Besatzung der Niederlande beteiligte er sich am Widerstand. Er wurde verhaftet und im Durchgangslager Amersfoort interniert, danach ins KZ Buchenwald deportiert und schließlich ins KZ Theresienstadt. Als er sich schließlich in einem Deportationszug in ein weiteres KZ, mutmaßlich Auschwitz, befand, konnte er vom Zug springen. Er soll sich dem tschechischen Widerstand angeschlossen haben und fand schließlich Unterschlupf bei einer Familie in Bad Brambach, die ihn bis zum Untergang des NS-Regimes versteckte.
In den 1970er Jahren begab er sich mit seinem Kriegstrauma zu dem berühmten Psychiater Jan Bastiaans in Behandlung. Dieser motivierte ihn, die Bilder der Vergangenheit künstlerisch zu verarbeiten. Die niederländische Künstler-Plattform RKDartists führt ihn als Autodidakten. Er zeichnete seine Arbeiten als ‚J. Kopinsky‘. Die Wegbiegung wurde zu einer zentralen Metapher seiner Arbeiten. Heute finden sich eine Reihe seiner Arbeiten als Dauerleihgaben im Museum Flehite in Amersfoort sowie in der Stiftung Nationaal Monument Kamp Amersfoort.